# Mount Saunders
Mount Saunders ist ein 2895 m hoher Berg in der antarktischen Ross Dependency. Er bildet einen Teil des westlichen Endes der Dominion Range im Transantarktischen Gebirge und ragt etwas mehr als 7 km nordnordwestlich des Mount Nimrod auf. 
Teilnehmer der Nimrod-Expedition (1907–1909) unter der Leitung des britischen Polarforschers Ernest Shackleton entdeckten ihn. Shackleton benannte den Berg nach dem mit ihm befreundeten neuseeländischen Journalisten Edward Saunders (1882–1922), der an der Erstfassung des Expeditionsberichts unter dem Titel The Heart of the Antarctic beteiligt war.